# جمعية الشطرنج الاحترافية

شعـار الجمعية

جمعية الشطرنج الاحترافية (بالإنجليزية: (Professional Chess Association (PCA) هي منظمة منافسة للاتحاد الدولي للشطرنج على تنظيم المسابقات العالمية للشطرنج، تأسست عام 1993 بواسطة غاري كاسباروف ونايجل شورت وذلك للتنظيم والدعاية إلى مقابلتهما على لقب بطولة العالم سنة 1993 وذلك بعد حدوث خلاف بينهما وبين الاتحاد الدولي للشطرنج، ثم انحلت عـام 1996 بعد أن سحبت شركة إنتل دعمهـا لها.

## التأسيس
في سنة 1993 فاز نايجل بمسابقة الترشح وتأهل كمنافس لكاسباروف على لقب بطولة العالم للشطرنج  ، وتبعا لقوانين الاتحاد الدولي للشطرنج فإن الجوائز تقرر وفقا لثلاث أطراف: الاتحاد، بطل العالم (كاسباروف) والمنافس (نايجل)، غير أن كاسباروف اتهم رئيس الاتحاد فلورينكيو كامبومنز بعدم الاحترافية والتحيز وخرق القوانين وذلك بعد إعلانه أن 20 بالمئة من عائدات المسابقة سترجع إلى صندوق الاتحاد ، وكردة فعل على هذا قام كاسباروف ونايجل بتأسيس (PCA) وتعيين بوب رايس مفوضا لها ولعبا مبارياتهما في أكتوبر 1993 تحت رعاية جريدة التايمز وفاز كاسباروف 12.5 مقابل 7.5 وأصبح بطل العالم لمنظمة الشطرنج الاحترافية.
نتيجة لذلك رد الاتحاد الدولي للشطرنج بتجريد كاسباروف من لقب بطولة العالم ورفض حق نايجل في منافسة بطل العالم وأزال اسميهما من قائمة تصنيف اللاعبين لمدة عامين، وقام بتنظيم مقابلة بين أناتولي كاربوف وجين تيمان اللاعبان النهائيان الذين هزمهما نايجل ليفوز بمسابقة الترشح ففاز كاربوف 12.5 مقابل 8.5 وأصبح بطل العالم للاتحاد الدولي للشطرنج.
و لأول مـرة في تاريخ الشطرنج كان هناك بطلان للعالم: كاسباروف لجمعية الشطرنج الاحترافية (PCA) وكاربوف للاتحاد الدولي للشطرنج.

## دورة 1995
من 1993 إلى 1995 قامت الجمعية بتنظيم تصفيات ما بين مناطقية ومباريات مسابقة الترشح بنفس طريقة الاتحاد الدولي الذي كان بدوره ينظم نفس الدورات، وكان العديد من اللاعبين يلعبون في كلا المسابقات حيث فاز فيشفاناثان اناند بمسابقة ترشح الجمعية.
دافع كاسباروف عن لقبه العالمي التابع للجمعية وذلك بعد فوزه بمقابلة أجريت في مركز التجارة العالمي ضد أناند بنتيجة 10.5 مقلبل 7.5 .

## الزوال وما بعدها
في 1994 أصبحت إنتل الراعي الرسمي للجمعية واستثمرت أكثر من مليوني دولار  في الشطرنج بتنظيم مختلف البطولات باسم الجمعية غير أن قرار كاسباروف باللعب ضد الحاسوب ديب بلو سنة 1996 التابع لشركة آي بي إم أشهر الشركات المنافسة لإنتـل
أثار سخط هذه الاخيرة وجعلها تسحب دعمها للجمعية فتم حل الجمعية وإعلان زوالها لاحقا.
هذا الأمر ترك كاسباروف عاجزا عن تنظيم مسابقات ترشح ملائمة وبعد أخذ ورد أعلن أن أناند وفلاديمير كرامنيك صاحبا أعلى تصنيفان آنذاك هما المرشحان الأقوى لمنافسته وطلب منهما إجراء مقابلة لتحديد منافسه عن لقب العالم، غير أن أناند اعتذر لأنه كان يلعب في بطولة الاتحاد الدولي فاختار كرامنيك ولعبت مقابلة العالم الكلاسيكية سنة 2000 تحت رعاية شركة Braingames وفاز فيها كرامنيك بنتيجة 8.5 مقابل 6.5، ودافع كرامنيك عن لقبه عام 2004 وأطلق على بطولة الجمعية كلمة «الكلاسيكية» للدلالة على أن لقبه يحوي كلاسيكية هزيمة حامل اللقب السابق.
تم رأب صدع الخلاف بين جمعية الشطرنج الاحترافية والاتحاد الدولي للشطرنج أخيرا وذلك في سنة 2006 بإجراء مباراة توحيد بين بطل الجمعية كرامنيك وبطل الاتحاد فيسيلين توبالوف والتي فاز بها كرامنيك 8.5 مقابل 7.5 وأصبح بطل العالم الوحيد وتابعا للاتحاد الدولي للشطرنج.